# Alex da Piatã
Alex Lopes da Silva (Conceição do Coité, (BA), 3 de março de 1974), é um economista e político brasileiro. Exerce o mandato de deputado estadual da Bahia pelo PSD.

## Biografia
Bacharel em Ciências Econômicas pela Faculdade Católica de Ciências Econômicas da Bahia. Disputou uma vaga na câmara estadual e obteve 83.209 votos sendo eleito.